# Liste der Universitäten in Indonesien
Dies ist eine Liste der Universitäten und Hochschulen in Indonesien.

## Staatliche Universitäten und Hochschulen
- Universität Airlangga
- Universität Andalas
- Universität Brawijaya
- Gadjah-Mada-Universität
- Hasanuddin-Universität
- Universität Indonesia
- Institut Teknologi Bandung
- Udayana-Universität
- Universität Lambung Mangkurat
- Pattimura Universität

## Private Universitäten und Hochschulen
- International University Liaison Indonesia
- Swiss German University

## Konfessionelle Universitäten und Hochschulen
- STFK Ledalero
- Universitas Islam Indonesia
- Universitas Katolik Parahyangan
- Universität Atma Jaya Yogyakarta